# Mark S. Schweiker
Mark Stephen Schweiker (Levittown, 31 de janeiro de 1953) é um empresário e político dos Estados Unidos, foi o 44º governador da Pensilvânia entre 2001 a 2003. Schweiker, um republicano, tornou-se governador da Pensilvânia, em 5 de outubro de 2001, quando seu antecessor, Tom Ridge, renunciou ao cargo de governador da Pensilvânia, para assumir um cargo de alto escalão no governo do presidente George W. Bush.
Ele foi o governador em exercício entre 20 de setembro de 2001 a 5 de outubro de 2001, durante a transição de Ridge em seu novo posto.

## Início de vida
Schweiker nasceu em Levittown, na Pensilvânia . Ele estudou na Escola Bishop Egan alta no Condado de Bucks, mais tarde teve seu diploma de Bacharel em Ciência da Bloomsburg University of Pennsylvania. Ele possui um mestrado em administração da Universidade Rider. Ele foi premiado com um grau honorário de Doutor em Direito pela Universidade Rider, em 2004. Após a faculdade, ele entrou no mundo dos negócios e ocupou cargos na Sadlier Oxford. Mais tarde, ele formou sua própria empresa de consultoria de gestão.

## Carreira política

### Vice governador
Em 1994, Schweiker se elegeu vice governador do estado. Schweiker foi companheiro de chapa de Tom Ridge, o candidato a governador. A chapa Ridge/Schweiker ganhou a eleição, derrotando a chapa democrata de Mark Singel (o candidato a governador), e Tom Foley (o candidato para vice-governador) por uma margem de 45,40% a 39,89%. 

### Governador
Após a renúncia de Ridge, Schweiker tomou posse como o 44º governador do estado, em 5 de outubro de 2001, cargo que ocupou até 21 de janeiro de 2003.